# Victor Mukete
Victor Mukete, né le 15 novembre 1918 à Kumba et mort le 10 avril 2021 à Yaoundé, est un chef traditionnel et sénateur camerounais. 

## Biographie

### Enfance, formation et débuts
Victor Mukete naît le 15 novembre 1918 à Kumba, alors sous administration britannique,. Il est le père de l'homme d'affaires Colin Ebarko Mukete.

### Carrière
Il est le premier président camerounais de la compagnie agro-industrielle Cameroon Development Corporation (CDC), de 1960 à 1981. Il est auteur d'un livre, Mon Odyssée : histoire de la réunification du Cameroun.  Il est par ailleurs sénateur.

#### Chef traditionnel
Nfon Victor Mukete est le chef suprême des Bafaw. Il siège au palais du Nfon à Kumba.

### Mort
Il décède le 10 avril 2021 à l'hôpital général de Yaoundé des suites d'une longue maladie.